# Trollhättans kommun
Trollhättans kommun er en svensk kommune i landskabet Västergötland. Hovedbyen er Trollhättan.
Kommunen gennemkøres af E45, Hovedvej 42, Hovedvej 44, Bergslagsbanan (Norge-/Vänernbanan) og Göta älv.
Kommunen grænser mod nord op til Vänersborgs kommun, mod øst op til Grästorps kommun og Essunga kommun, mod sydvest op til Alingsås kommun, mod syd op til Ale kommun samt mod syd og mod vest op til Lilla Edets kommun.

## Församlingar og større byer
- Trollhättans församling
  - Trollhättan (del af større by)
- Götalundens församling
  - Trollhättan (del af større by)
- Lextorps församling
  - Trollhättan (del af større by)
- Gärdhems församling
  - Trollhättan (del af større by)
  - Velanda
- Bjärke församling
- Fors församling
  - Sjuntorp (del af større by)
- Rommele församling
  - Sjuntorp (del af større by)
- Upphärads församling
  - Upphärad
- Åsaka-Björke församling
  - Väne-Åsaka

58°17′00″N 12°17′00″Ø / 58.283333333333°N 12.283333333333°Ø